# Sprostitveni park Marzahn
Sprostitveni park Marzahn (originalno nemško: Erholungspark Marzahn) leži v Berlinu, v četrti Bezirk Marzahn-Hellersdorf na severnem vznožju Kienbergsa. Skupaj z rekreacijskem območjem Kienbergs obsega 100 hektarov.
Odprt je bil 9. maja 1987 ob 750-obletnici Berliner Gartenschau kot vzhodnonemška protiutež zahodnemu berlinskemu vrtu Britzer Garten. 
Leta 1991 dotedanji Berliner Gartenschau ni bil zgolj preimenovan v Erholungspark Marzahn, temveč tudi prenovljen: postavljena so bila številna otroška igrišča in zasajene nove travnate planjave. Preoblikovani park je služil različnim namenom približno 300.000 prebivalcem iz okoliških stanovanj. Od oktobra 2000 je zaradi projekta Vrtovi sveta postal svetovno znan. Leta 2005 je bil kitajski vrt nagrajen za 3. najboljši park v Nemčiji.
Leta 1995 je bilo število obiskovalcev še vedno 132.000, leta 2003 ga je obiskalo že že 374.000, leta 2006 približno 460.000 ter leta 2007 več kot 650.000 obiskovalcev.

## Vrtovi sveta
21 hektrov velik prostor je namenjen projektu vrtov iz različnih delov sveta.
| Vrt                                                  | Velikost                                      | Odprtje in cena                                 | Zanimivosti                                                            | Slika |
| ---------------------------------------------------- | --------------------------------------------- | ----------------------------------------------- | ---------------------------------------------------------------------- | ----- |
| Kitajski vrt (Garten des wiedergewonnenen Mondes)    | 27.000 m², od tega ~ 5.000 m² vodnih površin, | 15. oktober 2000; 4,5 Mio. evrov                | največji kitajski vrt v Evropi                                         |       |
| Japonski vrt (Garten des zusammenfließenden Wassers) | 2.700 m²; 1,5 Mio. evrov                      | 30. april 2003                                  |                                                                        |       |
| Balijski vrt (Garten der drei Harmonien)             | 500 m² v lahkem paviljonu                     | 18. december 2003; 385.000 evrov                |                                                                        |       |
| Orientalski vrt (Garten der vier Ströme)             | 6.100 m²                                      | 7. julij 2005; 2,3 Mio. evrov                   |                                                                        |       |
| Korejski vrt (Seouler Garten)                        | ~ 4.000 m²                                    | 31. marec 2006; neznana                         | darilo mesta Seul ob azijsko-pacifijskem tednu 2005                    |       |
| Labirint iz žive meje                                |                                               |                                                 | po vzoru angleškega labirinta v Hampton Court Palace iz 17. stoletja   |       |
| Tlakovani labirint                                   | 340 m²                                        | 22. junij 2007; 710.000 evrov                   | po vzoru talnega labirinta iz leta 1230 v gotski katedrali v Chartresu |       |
| Karl Foersterjev vrt trajnic                         |                                               | od odprtja parka, obnovljen v letih 2007/2008   |                                                                        |       |
| Italijanski renesančni vrt                           | ~ 3.000 m²                                    | 31. maj 2008; 2,1 Mio. evrov                    |                                                                        |       |
| Krščanski vrt                                        |                                               | v načrtovanju, predvidena otvoritev v letu 2010 | srednjeveški samostanski vrt                                           |       |

## Tematski parki
Poleg Vrtovov sveta so vredni ogleda še:
- sezonski nasadi rož,
- rožni teater (Blumentheater)
- razstava struktur, Findlingsgalerie
- razgledne točke po Marzhanu,
- nasadi rododendrona mit z junaki iz pravljic Hansa C. Andersena in bratov Grimm
- vodna pot z vodnjaki, fontanami, balvani in mlinčki